# 10 000 mètres masculin aux championnats du monde d'athlétisme 2013
Navigation
Daegu 2011 Pékin 2015
L'épreuve du 10 000 mètres masculin des championnats du monde de 2013 s'est déroulée le 10 août 2013 dans le stade Loujniki, le stade olympique de Moscou, en Russie. Elle est remportée par le Britannique Mohamed Farah.

## Critères de qualification
Pour se qualifier pour les Championnats (minima A), il fallait avoir réalisé moins de 27 min 40 s 00 entre le 1er janvier 2012 et le 29 juillet 2013. Le minima B est de 28 min 00 s 00. En outre les quinze meilleurs athlètes finalistes des Championnats du monde de cross-country 2013 sont considérés avoir réalisé le minimum A.

## Records et performances

### Records
| Record                    | Athlète                   | Pays      | Temps          | Lieu                         | Date             |
| ------------------------- | ------------------------- | --------- | -------------- | ---------------------------- | ---------------- |
| Record du monde           | Kenenisa Bekele           | Éthiopie  | 26 min 17 s 53 | Bruxelles, Belgique          | 26 août 2005     |
| Record des championnats   | Kenenisa Bekele           | Éthiopie  | 26 min 46 s 31 | Berlin, Allemagne            | 17 août 2009     |
| Record d'Afrique          | Kenenisa Bekele           | Éthiopie  | 26 min 17 s 53 | Bruxelles, Belgique          | 26 août 2005     |
| Record d'Asie             | Ahmad Hassan Abdullah     | Qatar     | 26 min 38 s 76 | Bruxelles, Belgique          | 5 septembre 2003 |
| Record d'Amérique du Nord | Arturo Barrios            | Mexique   | 27 min 08 s 23 | Berlin, Allemagne de l'Ouest | 18 août 1989     |
| Record d'Amérique du Sud  | Marílson Gomes dos Santos | Brésil    | 27 min 28 s 12 | Neerpelt, Belgique           | 2 juin 2007      |
| Record d'Europe           | Mohammed Mourhit          | Belgique  | 26 min 52 s 30 | Bruxelles, Belgique          | 3 septembre 1999 |
| Record d'Océanie          | Collis Birmingham         | Australie | 27 min 29 s 73 | Berkeley, États-Unis         | 24 avril 2009    |

### Meilleures performances de l'année 2013
Les dix athlètes les plus rapides de l'année sont, avant les championnats (au 24 juillet 2013), les suivants.
|    | Athlète                | Pays     | Temps          | Lieu           | Date         |
| -- | ---------------------- | -------- | -------------- | -------------- | ------------ |
| 1  | Dejen Gebremeskel      | Éthiopie | 26 min 51 s 02 | Sollentuna     | 27 juin 2013 |
| 2  | Abera Kuma             | Éthiopie | 26 min 52 s 85 | Sollentuna     | 27 juin 2013 |
| 3  | Imane Merga            | Éthiopie | 26 min 57 s 33 | Sollentuna     | 27 juin 2013 |
| 4  | Kenenisa Bekele        | Éthiopie | 27 min 12 s 08 | Eugene, Orégon | 31 mai 2013  |
| 5  | Bedan Karoki Muchiri   | Kenya    | 27 min 13 s 12 | Eugene, Orégon | 31 mai 2013  |
| 6  | Birhan Nebebew         | Éthiopie | 27 min 14 s 34 | Eugene, Orégon | 31 mai 2013  |
| 7  | Yigrem Demelash        | Éthiopie | 27 min 15 s 51 | Sollentuna     | 27 juin 2013 |
| 8  | Vincent Kiprop Chepkok | Kenya    | 27 min 17 s 30 | Eugene, Orégon | 31 mai 2013  |
| 9  | Teklemariam Medhin     | Érythrée | 27 min 19 s 97 | Eugene, Orégon | 31 mai 2013  |
| 10 | Paul Kipngetich Tanui  | Kenya    | 27 min 21 s 50 | Kitakyūshū     | 18 mai 2013  |

## Médaillés
| Or                  | Argent               | Bronze           |
| Mohamed Farah (GBR) | Ibrahim Jeilan (ETH) | Paul Tanui (KEN) |

## Résultats

### Finale
| Rang               | Athlète             | Temps          |    |
| ------------------ | ------------------- | -------------- | -- |
| Médaille d'or      | Mohamed Farah       | 27 min 21 s 71 | SB |
| Médaille d'argent  | Ibrahim Jeilan      | 27 min 22 s 23 | SB |
| Médaille de bronze | Paul Tanui          | 27 min 22 s 61 |    |
| 4                  | Galen Rupp          | 27 min 24 s 39 | SB |
| 5                  | Abera Kuma          | 27 min 25 s 27 |    |
| 6                  | Bedan Karoki        | 27 min 27 s 17 |    |
| 7                  | Kenneth Kipkemoi    | 27 min 28 s 50 | SB |
| 8                  | Nguse Amlosom       | 27 min 29 s 21 | SB |
| 9                  | Mohammed Ahmed      | 27 min 35 s 76 | SB |
| 10                 | Dathan Ritzenhein   | 27 min 37 s 90 | SB |
| 11                 | Thomas Ayeko        | 27 min 40 s 96 | PB |
| 12                 | Imane Merga         | 27 min 42 s 02 |    |
| 13                 | Moses Kipsiro       | 27 min 44 s 53 | SB |
| 14                 | Cameron Levins      | 27 min 47 s 89 | SB |
| 15                 | Tsuyoshi Ugachi     | 27 min 50 s 79 | SB |
| 16                 | Dejen Gebremeskel   | 27 min 51 s 88 |    |
| 17                 | Goitom Kifle        | 27 min 56 s 38 |    |
| 18                 | Chris Derrick       | 28 min 04 s 54 | SB |
| 19                 | Daniele Meucci      | 28 min 06 s 74 | SB |
| 20                 | Stephen Mokoka      | 28 min 11 s 61 |    |
| 21                 | Suguru Osako        | 28 min 19 s 50 |    |
| 22                 | Timothy Toroitich   | 28 min 33 s 61 |    |
| 23                 | Bashir Abdi         | 28 min 41 s 69 |    |
| 24                 | Collis Birmingham   | 28 min 44 s 82 | SB |
| 25                 | Yevgeniy Rybakov    | 28 min 47 s 49 |    |
|                    | Robert Kajuga       | DNF            |    |
|                    | Yuki Sato           | DNF            |    |
|                    | Jake Robertson      | DNF            |    |
|                    | Polat Kemboi Arikan | DNF            |    |
|                    | Alemu Bekele        | DNF            |    |
|                    | Teklemariam Medhin  | DNF            |    |
|                    | Juan Luis Barrios   | DNF            |    |
|                    | Ben St. Lawrence    | DNS            |    |
|                    | Ali Hasan Mahbood   | DNS            |    |
|                    | Moukheld al-Outaibi | DNS            |    |

### Temps intermédiaires
| Distance | Athlète                 | Pays       | Temps          |
| -------- | ----------------------- | ---------- | -------------- |
| 1000 m   | Paul Kipngetich Tanui   | Kenya      | 2 min 45 s 73  |
| 2000 m   | Paul Kipngetich Tanui   | Kenya      | 5 min 35 s 42  |
| 3000 m   | Abera Kuma              | Éthiopie   | 8 min 19 s 95  |
| 4000 m   | Kenneth Kiprop Kipkemoi | Kenya      | 11 min 03 s 14 |
| 5000 m   | Paul Kipngetich Tanui   | Kenya      | 13 min 49 s 95 |
| 6000 m   | Paul Kipngetich Tanui   | Kenya      | 16 min 37 s 52 |
| 7000 m   | Paul Kipngetich Tanui   | Kenya      | 19 min 26 s 23 |
| 8000 m   | Paul Kipngetich Tanui   | Kenya      | 22 min 11 s 40 |
| 9000 m   | Dathan Ritzenhein       | États-Unis | 24 min 55 s 48 |

## Légende
Records et Performances
- AR : Record continental (area record)
- CR : Record des championnats (championship record)
- MR : Record du meeting (meet record)
- NR : Record national (national record)
- OR : Record olympique (olympic record)
- PR : Record paralympique (paralympic record)
- PB : Record personnel (personal best)
- SB : Meilleure performance personnelle de la saison (season's best)
- WL : Meilleure performance mondiale de l'année (world leader)
- WJR : Record du monde junior (world junior record)
- WR : Record du monde (world record)

Circonstances et Conditions
- DNF : N'a pas terminé (did not finish)
- DNS : N'a pas pris le départ (did not start)
- DQ : Disqualification (disqualification)
- NM : Aucun essai valable enregistré (No Mark)
- Q : Qualifié « directement » au prochain tour (ou à la prochaine compétition), lors d'une compétition majeure, grâce au classement ou à la réalisation des minima (automatic qualifier)
- q : Qualifié au prochain tour (ou à la prochaine compétition), lors d'une compétition majeure, grâce au repêchage ou à la réalisation de l'une des meilleures performances parmi celles des « non qualifiés directement » (grâce au meilleur temps ou à la meilleure distance par exemple) (secondary qualifier)